# Camille Islert
Camille Islert est une enseignante et chercheuse en littérature, universitaire et romancière française, professeure junior à l'ENS Lyon.

## Biographie
Agrégée de lettres modernes, elle est l'autrice d'une thèse de doctorat en littérature française soutenue en 2021 à l'Université Sorbonne-Nouvelle sur Renée Vivien, intitulée Renée Vivien, une poétique sous influence ?. En 2024, sa thèse est publiée aux Presses universitaires de Lyon.
Camille Islert est spécialiste des poètes femmes de la fin du 19e siècle en France. En 2022, elle mène ses recherches au sein du laboratoire LIS (Littérature-Idées-Savoirs) de l'Université Paris-Est-Créteil dans le cadre d'un contrat post-doctoral avec Damien Zanone. Elle est recrutée en 2023 à l'École normale supérieure de Lyon, sur la chaire de professeure junior « études littéraires de genre, ».
En mars 2023, elle publie son premier roman Un chat à trois pattes, aux éditions Grasset,,. 

## Recherches
Camille Islert s'intéresse principalement à la période de la Belle époque et aux poétiques fin-de-siècle. Elle accorde une place centrale dans ses recherches aux œuvres littéraires des femmes, aux enjeux des catégories du masculin et du féminin au tournant des XIXe et XXe siècles, ainsi qu'aux notions d'intertextualité et d'influence. Par l'étude des textes, mais aussi l'analyse des biais de réception et des conditions particulières de production des œuvres de femmes, elle travaille à la réévaluation du canon littéraire de la fin du XIXe siècle.

## Publications

### Ouvrages universitaires
- Camille Islert, Renée Vivien, une poétique sous influence ?, Université de la Sorbonne nouvelle - Paris III, 2 décembre 2021 (lire en ligne)
- Aurore Turbiau, Alex Lachkar, Camille Islert, Manon Berthier et Alexandre Antolin, Écrire a l'encre violette : Littératures lesbiennes en France de 1900 à nos jours, Éditions du Cavalier bleu, 26 mai 2022, 296 p. (ISBN 979-10-318-0516-0, OCLC 1327597527, BNF 47071278).
- Vicky Gauthier, Camille Islert et Martine Reid, « Faire éclater le canon, arriver à un discours commun sur la littérature. », 13 juillet 2022 (ISSN 2551-0819, lire en ligne), chap. 12
- Wendy Prin-Conti et Camille Islert, Marceline Desbordes-Valmore : Les pleurs, PUR, 27 octobre 2022 (ISBN 978-2-7535-8827-1, lire en ligne)
- Camille Islert, Renée Vivien: une poétique sous influence?, Presses universitaires de Lyon, coll. « Collection "Des deux sexes et autres" », 2024 (ISBN 978-2-7297-1443-7)

### Romans
- Camille Islert, Un chat à trois pattes, Grasset, 22 mars 2023 (ISBN 9782246832683)[14]